# Monster House
Monster House är en amerikansk datoranimerad skräck/komedifilm från 2006 regisserad av Gil Kenan. Robert Zemeckis och Steven Spielberg är exekutiva producenter. Filmen nominerades till en Oscar för bästa animerade film på Oscarsgalan 2007, men förlorade mot Happy Feet.

## Handling
12-åriga DJ Walters spionerar på sin granne, Mr. Nebbercracker, som tar allting som landar på hans gård. DJ:s föräldrar lämnar staden för helgen för ett konvent, som lämnar honom i vården av Elizabeth "Zee". Men när DJ råkar göra Mr. Nebbercracker så upprörd att han får en hjärtattack och ser ut att dö börjar hans knarrande hus få eget liv och förvandlas till ett monster som hotar att utplåna hela kvarteret. DJ, hans bästis Bullen och deras nya vän Jenny Bennett befinner sig mitt i en hårresande kamp mot ett ohyggligt väsen, och för att rädda kvarteret från att utplånas måste trion ta reda på hemligheten som håller huset levande.

## Rollista (i urval)
| Mitchel Musso       | – DJ Walters                 |
| Sam Lerner          | – Charles "Bullen" Peterson  |
| Spencer Locke       | – Jennifer "Jenny" Bennett   |
| Steve Buscemi       | – Horace Nebbercracker       |
| Maggie Gyllenhaal   | – Elizabeth "Zee"            |
| Kevin James         | – Konstapel Landers          |
| Nick Cannon         | – Konstapel Lister           |
| Jason Lee           | – Bones                      |
| Jon Heder           | – Reginald "Skull" Skulinski |
| Catherine O'Hara    | – Mrs. Walters               |
| Fred Willard        | – Mr. Walters                |
| Kathleen Turner     | – Constance Nebbercracker    |
| Ryan Whitney Newman | – Eliza, liten flicka        |

## Datorspel
Ett Monster House-spel har utvecklats av A2M och publicerats av THQ.